# Quận Yellow Medicine, Minnesota

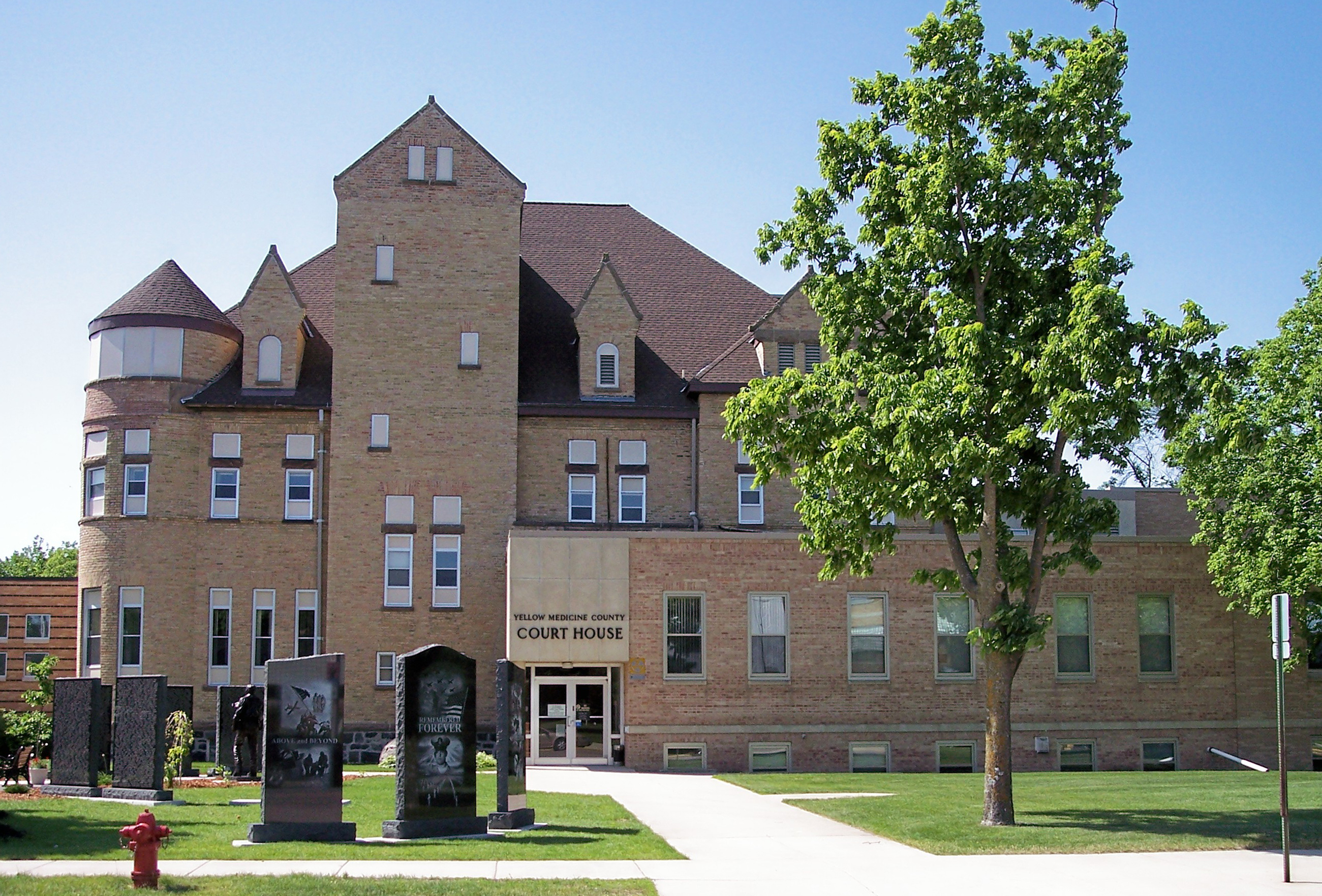
The Yellow Medicine County Courthouse in Granite Falls in 2007

Quận Yellow Medicine là một quận thuộc tiểu bang Minnesota, Hoa Kỳ.
Quận này được đặt tên theo loài cây Moonseed dùng làm thảo dược . Theo điều tra dân số của Cục điều tra dân số Hoa Kỳ năm 2000, quận có dân số 11.080 người. Quận lỵ đóng ở Granite Falls 6.

## Địa lý
Theo Cục điều tra dân số Hoa Kỳ, quận có diện tích 1977 km2, trong đó có 14 km2 là diện tích mặt nước.

### Sông
- Sông Lac qui Parle
- Sông Minnesota
- Spring Creek
- Sông Yellow Medicine

### Các xa lộ chính
| - U.S. Highway 59 - U.S. Highway 75 - U.S. Highway 212 - Minnesota State Highway 23 | - Minnesota State Highway 67 - Minnesota State Highway 68 - Minnesota State Highway 274 |

### Quận giáp ranh
- Quận Lac qui Parle (bắc)
- Quận Chippewa (đông bắc)
- Quận Renville (đông)
- Quận Redwood (đông nam)
- Quận Lyon (nam)
- Quận Lincoln (tây nam)
- Quận Deuel, South Dakota (tây)